# Zoran Vrkić
Zoran Vrkić (Fiume, 16 agosto 1987) è un cestista croato, di ruolo ala.

## Palmarès
- Coppa di Slovenia: 1

Union Olimpija: 2011
- Coppa di Macedonia: 1

Karpoš Sokoli: 2017